# Adolf-Grimme-Preis 1970
Der 7. Adolf-Grimme-Preis wurde 1970 verliehen. Die Preisverleihung fand am 6. März 1970 im Theater Marl statt.
Im Rahmen der Veranstaltung wurde auch der „Publikumspreis der Marler Gruppe“, der „Sonderpreis des Stifterverbands für die Deutsche Wissenschaft“ und der „Sonderpreis der Landesregierung Nordrhein-Westfalen“ vergeben.

## Preisträger

### Adolf-Grimme-Preis mit Gold
- Hans Gottschalk (Buch) und Rainer Erler (Regie) (für die Sendung Der Attentäter, SDR)
- Peter Zadek (Regie), Tankred Dorst (Buch) und Wilfried Minks (Buch) (für die Sendung Rotmord, WDR)

### Adolf-Grimme-Preis mit Silber
- Eberhard Fechner (für Buch und Regie zu Nachrede auf Klara Heydebreck, NDR)
- Theo Gallehr (für die Regie zu Der deutsche Kleinstädter, NDR)
- Wolfgang Menge (für das Buch zu Die Dubrow-Krise, WDR)

### Adolf-Grimme-Preis mit Bronze
- Rainer Hager (für die Regie zu Treibholz – Aussagen einer 24jährigen, NDR)
- Ferry Radax (für Buch und Regie zu Konrad Bayer oder: Die Welt bin ich und das ist meine Sache, WDR)
- Dagobert Lindlau (für Buch und Regie zu Perry Mason lebt, BR)
- Paul Karalus (für Buch und Regie zu Drei gegen uns, WDR)

### Besondere Ehrung
- Reinhard Appel (für die Moderation von Journalisten fragen – Politiker antworten ZDF)

### Ehrende Anerkennung der JuryAllgemeine Programme
- Hannes Messemer (als Hauptdarsteller in Die Verschwörung, BR)
- Hans Emmerling (Buch und Regie), Heinz Mack (Buch) und Edwin K. Braun (Kamera) (für die Sendung Tele Mack, Tele-Mack, Telemack, SR)
- Mauricio Kagel (für Buch, Regie und Komposition zu Hallelujah, WDR)
- Gerd Winkler (für die Regie bei Formen der Farbe, HR)
- Ralph Giordano (für Buch und Regie zu Camilo Torres, WDR)

### Sonderpreis der Landesregierung Nordrhein-Westfalen
- Wolfgang Ebert (für Buch und Regie zu Comics, ZDF)

### Sonderpreis des Stifterverbands für die Deutsche Wissenschaft
- Gunter Péus (für Buch und Regie zu Der heimliche Schrittmacher – Über die Ford-Stiftung, ZDF)

### Publikumspreis der Marler Gruppe
- Für die Sendung Oh süße Geborgenheit, SFB